# Fiore delle angiosperme
Il fiore delle Angiosperme è formato da pezzi fiorali con diversa struttura e funzione, derivanti dalla modificazione di foglie. L'elevata posizione filogenetica delle Angiosperme si manifesta con la grande variabilità delle strutture fiorali, che da Linneo in poi costituiscono il più importante carattere sistematico per la loro classificazione

## Descrizione

1 – Fiore maturo
2 – Stimma
3 – Stilo
4 – Filamento
5 – Asse fiorale
6 – Articolazione
7 – Peduncolo
8 – Nettario
9 – Stame
10 – Ovario
11 – Ovuli
12 – Connettivo
13 – Microsporangio
14 – Antera
15 – Perianzio
16 – Corolla
17 – Calice.

L'asse fiorale, corrispondente alla porzione terminale del fusto, è detto ricettacolo o talamo e si presenta più o meno espanso in larghezza e generalmente poco allungato, con nodi molto ravvicinati. Nei gruppi più primitivi (come le Magnoliaceae) i pezzi fiorali s'inseriscono a spirale sul ricettacolo, nelle altre Angiosperme in verticilli formati da elementi inseriti alla medesima altezza.
Uno o più verticilli di pezzi fiorali dello stesso tipo formano una parte del fiore. Il fiore completo è composto da quattro verticilli:
1. Primo verticillo, detto calice quando si differenzia dal secondo.
2. Secondo verticillo, detto corolla quando si differenzia dal primo.
3. Terzo verticillo, detto androceo.
4. Quarto verticillo, detto gineceo o pistillo.

### Ricettacolo
Detto anche talamo, il ricettacolo è un'espansione più o meno sviluppata della porzione terminale dell'asse caulinare, sul quale s'inseriscono i verticilli fiorali nelle piante più evolute. Nelle piante a ovario è percettibile come una piccola espansione dello stelo sotto il calice oppure del tutto assente. Nelle piante a ovario infero o semiinfero può raggiungere un considerevole sviluppo.
In alcuni gruppi sistematici contribuisce a formare il frutto (ad esempio nelle specie con frutto a pomo).

### Perianzio
La porzione esterna del fiore, composta dai primi due verticilli, è detta perianzio quando i due verticilli sono ben differenziati in calice e corolla. Il perianzio può svolgere una semplice funzione di protezione oppure una duplice funzione, comprendendo anche quella vessillifera. In altri casi ha una semplice funzione vessillifera, lasciando quella di protezione a organi estranei al fiore (brattee e guaine).

### Perigonio
È l'involucro fiorale composto dai primi due verticilli fiorali quando questi sono indifferenziati. In questo caso i pezzi fiorali sono chiamati tepali.
Il perigonio è tipico delle Monocotiledoni, ma è presente anche nelle Dicotiledoni a impollinazione anemofila. Nella maggior parte dei casi ha una funzione di protezione rendendo il fiore poco appariscente, ma in alcuni gruppi sistematici, come ad esempio le Liliaceae assume una funzione vessillifera.

### Calice
È il primo verticillo del perianzio quando si differenzia morfologicamente dal secondo verticillo. I pezzi fiorali che compongono il calice sono detti sepali e sono in genere di colore verde in quanto assumono una funzione di protezione. Ai fini della sistematica si distinguono due tipi di calice:
- calice gamosepalo: è composto da sepali saldati almeno alla base a formare un unico pezzo fiorale;
- calice dialisepalo: è composto da sepali liberi, inseriti singolarmente sul ricettacolo.

### Corolla
È il secondo verticillo del perianzio quando si differenzia morfologicamente dal primo. I pezzi fiorali che compongono la corolla sono detti petali e quasi sempre hanno colori dovuti alla presenza di antociani che mascherano la clorofilla. La corolla ha una funzione vessillifera pertanto è appariscente nei fiori a impollinazione entomofila. Ai fini della sistematica, si distinguono due tipi di corolla:
- corolla gamopetala: è composta da petali saldati almeno alla base a formare un unico pezzo fiorale;
- corolla dialipetala: è composta da petali liberi, inseriti singolarmente sul ricettacolo.

In molte specie l'uomo ha selezionato varietà che hanno la corolla composta da un numero indefinito di verticilli rendendo molto più appariscente il fiore. Queste varietà sono coltivate a scopo ornamentale o per la produzione di fiori recisi e tecnicamente sono dette varietà a fiore doppio.
I fiori a impollinazione entomofila possono avere alla base dei petali delle ghiandole, dette nettari, che emettono un liquido zuccherino detto nettare. Lo scopo biologico del nettario è quello di integrare la funzione vessillifera della corolla attirando gli insetti pronubi, utilizzati come trasportatori del polline.

### Androceo
L'androceo è il terzo verticillo fiorale, formato dagli organi di riproduzione maschile, detti stami. Lo stame è composto da un filamento più o meno lungo che sorregge l'antera. Ai fini sistematici è di grande importanza il numero e lo sviluppo degli stami, la loro disposizione, la forma delle antere e il modo in cui le antere si aprono liberando il polline.
Il numero degli stami può essere uguale o doppio a quello dei petali oppure superiore. Raramente si hanno specie con fiori che hanno un numero di stami inferiore a quello dei petali. In base al numero di stami si usa la seguente terminologia riferita ai fiori:
- fiori monoandri: provvisti di un solo stame;
- fiori diandri: provvisti di due stami;
- fiori poliandri: provvisti di più di due stami;

In base al rapporto anatomico esistente fra gli stami si distinguono i seguenti casi:
- stami liberi: a filamenti tutti liberi;
- stami monoadelfi: a filamenti saldati in unico fascio che può eventualmente formare un tubo che avvolge il pistillo.
- stami diadelfi: a filamenti saldati in due fasci;
- stami poliadelfi: a filamenti saldati in più fasci.

In caso di polimorfismo nell'androceo si distinguono due casi particolari da quelli ordinari:
- stami didinami: gli stami sono in numero di 4, di cui due a filamento lungo e due a filamento più breve.
- stami tetradinami: stami in numero di 6, di cui 4 a filamento lungo e due a filamento corto.

Alla sommità del filamento è inserita l'antera, di forma allungata, ovoidale o globosa, spesso bi- o tetralobata. L'antera è composta da due teche, ciascuna contenente una o due sacche polliniche al cui interno si differenziano i granuli pollinici.
In base alla forma dell'inserzione dell'antera sul filamento si distinguono i seguenti casi:
- antera basifissa: il filamento è inserito sulla parte basale dell'antera che si posiziona più o meno eretta come prolungamento del filamento;
- antera dorsifissa: il filamento è inserito nella parte dorsale dell'antera che si dispone più o meno lateralmente rispetto all'asse del filamento;
- antera apicifissa: il filamento è inserito nella parte apicale dell'antera che si presenta come sospesa.

In base al modo con cui le antere si aprono rilasciando il polline si usa la seguente terminologia:
- deiscenza longitudinale;
- deiscenza trasversale;
- deiscenza apicale.

### Gineceo
Detto anche pistillo, è la parte femminile del fiore, suddivisa in tre elementi morfologici le cui caratteristiche sono fondamentali per la classificazione botanica. Nella struttura più semplice il gineceo ricorda la forma di un fiasco, con una parte basale espansa detta ovario, composto da uno o più carpelli, una intermedia più o meno allungata (a volte assente) detta stilo, una terminale, di varia forma, detta stimma. Prendendo in considerazione il numero di pistilli si distinguono tre casi con la relativa terminologia:
- gineceo apocarpico: è formato da un numero indefinito di pistilli, più o meno liberi, ciascuno composto in modo autonomo da un carpello, uno stilo e uno stimma;
- gineceo sincarpico: è formato da più carpelli saldati a formare un unico ovario suddiviso al suo interno in uno o più loculi;
- gineceo monocarpico: è formato da un unico carpello.

I fiori con gineceo sincarpico o monocarpico hanno in genere un solo stilo sormontato da un solo stimma o da più stimmi, tanti quanti sono i carpelli.
L'ovario è un organo cavo, suddiviso in una o più logge o loculi, al cui interno si formano i gametofiti femminili, detti ovuli. Gli elementi di distinzione ai fini sistematici sono il numero di logge ovariche, il numero di ovuli, il rapporto anatomico che l'ovulo ha con l'ovario, detto placenta e, infine, la posizione reciproca dell'ovario rispetto al ricettacolo e agli altri verticilli fiorali. 
In base al numero di logge l'ovario è detto uniloculare, biloculare, pluriloculare. La 
suddivisione in più loculi ha luogo in modo che le cavità si distribuiscono con simmetria radiale intorno all'asse dell'ovario. Le placente, infine, si dispongono sulla parete dell'ovario oppure nel lume centrale.
La posizione dell'ovario rispetto al ricettacolo è uno degli elementi di classificazione più importanti. In base a questo criterio si usa la seguente terminologia:
- Ovario supero. S'inserisce sopra il ricettacolo fiorale da cui emerge in modo evidente. Come conseguenza gli altri elementi fiorali sono palesemente inseriti sul ricettacolo sotto l'ovario pertanto sono detti ipogini.
- Ovario seminfero. È parzialmente immerso nel ricettacolo. Gli altri elementi fiorali s'inseriscono su una linea equatoriale formata dalla parte superiore del ricettacolo, pertanto sono detti perigini.
- Ovario infero. È completamente immerso nel ricettacolo, da cui emerge lo stilo. Gli altri elementi fiorali s'inseriscono nella parte terminale del ricettacolo che forma un anello alla sommità dell'ovario, pertanto sono detti epigini.

Lo stimma è la parte superiore del pistillo ed è l'organo sul quale si depositano i granuli pollinici all'atto dell'impollinazione. La forma e lo sviluppo dello stimma è un ulteriore elemento di classificazione. Può essere formato da un corpo unico, più o meno espanso, oppure suddiviso in lobi più o meno allungati fino a diventare filiformi.

## Fiori ermafroditi e fiori unisessuati
Lo schema sopra descritto ha delle varianti in base alla presenza o meno dell'androceo o del gineceo. Il fiore tipo è ermafrodito pertanto è provvisto di entrambi gli organi di riproduzione. Un fiore ermafrodito può essere fisiologicamente unisessuale perché gli organi riproduttivi di uno dei sessi sono sterili.
I fiori unisessuali sono distinti in staminiferi o maschili, se provvisti del solo androceo, e in pistilliferi o femminili se provvisti del solo gineceo. In base alla disposizione dei fiori unisessuali, le piante sono dette monoiche, se provviste di fiori su cui si trovano organi sessuali maschili o femminili separati ma concomitanti su uno stesso individuo vegetale, o dioiche se i due sessi si trovano su individui vegetali distinti. In quest'ultimo caso si parla di piante maschili e piante femminili.

## Simmetria fiorale
Un macroscopico elemento di classificazione, spesso utile a individuare determinate famiglie, è il grado di simmetria fiorale, riferito alla corolla o, più in generale, al perianzio. In base al grado di simmetria si distinguono le seguenti categorie di fiori:
- Fiori irregolari. Sono privi di qualsiasi grado di simmetria.
- Fiori attinomorfi. Hanno una simmetria di tipo radiale (o raggiata): i petali (o i tepali) si dispongono regolarmente rispetto ad un asse di simmetria che coincide con l'asse fiorale. Ai fiori attinomorfi si usa spesso associare i termini trimero, tetramero, pentamero, ecc. per indicare il numero di petali o tepali.
- Fiori zigomorfi. Hanno una simmetria bilaterale: i petali si dispongono specularmente rispetto ad un piano di simmetria.

Per i fiori zigomorfi si usa talvolta un termine specifico per indicare una particolare forma, specifica di determinate categorie sistematiche:
- Fiore a corolla bilabiata. È il fiore rappresentativo della famiglia delle Labiatae. La corolla è gamopetala con simmetria bilaterale che mette in evidenza una parte dorsale e una ventrale. La parte ventrale, meno sviluppata, è formata dai lobi di due petali, quella dorsale è formata dai lobi di tre petali di cui quello centrale è molto più sviluppato degli altri. La parte dorsale è detta labbro superiore, quella ventrale labbro inferiore.
- Fiore a corolla papilionacea. È il fiore rappresentativo della famiglia delle Fabaceae o Leguminose. La corolla è dialipetala con simmetria bilaterale che mette in evidenza anche in questo caso una parte dorsale e una ventrale. Il petalo superiore, detto vessillo è molto sviluppato, generalmente bilobato con la parte terminale dei lobi parzialmente revoluta. I due petali adiacenti, detti ali, sono meno sviluppati e si dispongono lateralmente rispetto al piano di simmetria. I due petali inferiori si uniscono a doccia a formare la carena, marcatamente meno sviluppata in lunghezza rispetto al vessillo e alle ali.